# Devontae Cacok
Devontae Calvin Cacok (Chicago, Illinois, 8 de octubre de 1996) es un jugador de baloncesto estadounidense que actualmente juega en el UCAM Murcia de la liga ACB española. Con 2,01 metros de estatura, juega en la posición de ala-pívot.

## Trayectoria deportiva

### Universidad
Jugó cuatro temporadas con los Seahawks de la Universidad de Carolina del Norte en Wilmington, en las que promedió 12,3 puntos y 9,8 rebotes por partido. En 2018 fue el mejor reboteador de la División I de la NCAA, tras promediar 13,5 por partido. Fue incluido en sus dos últimas temporadas en el mejor quinteto de la Colonial Athletic Association, en las tres últimas en el mejor quinteto defensido y elegido defensor del año de la conferencia en 2017.

### Profesional
Tras no ser elegido en el Draft de la NBA de 2019, disputó las Ligas de Verano de la NBA con Los Angeles Lakers, con los que en ocho partidos promedió 12,0 puntos y 8,5 rebotes. Tras jugar la pretemporada, fue cortado por los lakers, quienes sin embargo lo asignaron a su filial en la G League, los South Bay Lakers.
Tras promediar 16,3 puntos y 11,7 rebotes en sus doce primeros partidos en la liga de desarrollo, los Lakers le firmaron un contrato dual el 11 de diciembre de 2019. Debutó con en la NBA Los Ángeles el 13 de agosto, anotando seis puntos ante Sacramento Kings. Hecho que le sirvió para conseguir un anillo de campeón, a pesar de no disputar ningún encuentro de playoffs.
El 20 de septiembre de 2021, firma un contrato no garantizado con Brooklyn Nets, siendo cortado el 16 de octubre. Finalmente, el 18 de octubre de 2021 firmó un contrato dual con San Antonio Spurs que le permite jugar en el filial de la G League, los Austin Spurs.
El 7 de septiembre de 2022, firma un contrato no garantizado con Portland Trail Blazers, siendo cortado el 7 de octubre sin llegar a debutar.
El 3 de noviembre de 2022 es incluido en la plantilla final para la temporada de los Motor City Cruise.
El 11 de febrero de 2023, firma por el CSKA Moscow de la VTB United League.
El 10 de julio de 2023 firmó un contrato de dos años con Virtus Segafredo Bologna de la Lega Basket Serie A (LBA) y la Euroliga. Al comienzo de su segunda temporada en Italia, el 14 de noviembre de 2024, es cortado por el equipo.
El 8 de agosto de 2025, firma por el UCAM Murcia de la liga ACB española.

## Estadísticas de su carrera en la NBA

### Temporada regular
| Año     | Equipo      | PJ | PT | MPP | %TC  | %3P | %TL  | RPP | APP | ROB | TPP | PPP |
| ------- | ----------- | -- | -- | --- | ---- | --- | ---- | --- | --- | --- | --- | --- |
| 2019-20 | L.A. Lakers | 1  | 0  | 9.0 | .500 | —   | —    | 5.0 | 1.0 | .0  | .0  | 6.0 |
| 2020-21 | L.A. Lakers | 20 | 1  | 4.0 | .586 | —   | .455 | 1.6 | .1  | .3  | .2  | 2.0 |
| 2021-22 | San Antonio | 15 | 0  | 8.1 | .677 | —   | .571 | 2.8 | .4  | .5  | .5  | 3.1 |
| Total   | Total       | 36 | 1  | 6.3 | .621 | —   | .500 | 2.2 | .2  | .4  | .3  | 2.5 |